# Moha La Squale
Moha La Squale, egentligen Mohamed Bellahmed, född 24 februari 1995 i Créteil, är en fransk rappare av algeriskt ursprung. Mohas musik uppmärksammades ursprungligen genom Facebook där han publicerade en freestyle varje söndag. I augusti 2017 skrev Bellahmed sitt första  skrivkontrakt med Elektra Records, dotterbolag till Warner Bros Records.  
I maj 2018 släppte Moha la Squale sitt första studioalbum Bendero ; två av singlarna från albumet;  La BP och Bandolero är idag platinacertifierade.   
Bellahmeds artistnamn bygger på hans riktiga namn, Mohamed, och filmen La Squale som handlar om en ung fransk förortsflickas liv. 
Mohamed Bellahmed föddes i Creteil, i Val-de-Marne av algeriska föräldrar, och flyttade vid 4 års ålder till 20 arrondissementet i Paris. Han tillbringade större delen av sin uppväxt i quartier de la Banane i det 20: e arrondissementet i Paris.